# Carl Julius Lewenhaupt
Carl Julius Lewenhaupt,  greve till Falkenstein, friherre till Reipoltzkirchen, och herre till godsen Bretzenheim, Boserup, Stäflö och Sörby, född 2 april 1664 på Charlottenborg, död 3 juni 1726 i Stockholm, var en svensk militär och son till Ludvig Wierich Lewenhaupt och Charlotte Susanne Marie von Hohenlohe-Neuenstein und Gleichen.

## Biografi
Lewenhaupt blev student vid Lunds universitet 1671, vid Uppsala universitet 1675 och vid Rostocks universitet 1680. Han blev musketerare vid Livgardet 1681, pikenerare där 1682, korpral 1683 och senare samma år underofficer och fänrik. Lewenhaupt blev 1687 kapten vid drottningens livregemente till fot och erhöll 1690 permission att gå i utländsk tjänst. Han blev major vid guvernörsregementet i Wismar 1695, kommendant i Güstrow 1697, överstelöjtnant vid guvernörsregementet i Wismar 1701 och därefter överste för wismarkska infanteriregementet 1709. Av rådet utnämndes Lewenhaupt 1710 till överkommendant i Stade, men innehade bara posten en kort tid, då Karl XII utnämnt en annan person till posten. 1714 erhöll han avsked från militären på grund av sjuklighet, och bosatte sig på slottet Winnweiler. 1719 blev han generalmajor av infanteriet.

## Familj
Gift 1) 1691-05-21 i Stockholm med friherrinnan Anna Christina Posse af Säby, död 1702-03-13 i Wismar, dotter av landshövdingen Mauritz Nilsson Posse, friherre Posse af Säby, och hans 2:a fru, friherrinnan Maria Gyllenstierna dotter till Göran Göransson Gyllenstierna den äldre av friherrliga ätten Gyllenstierna af Lundholm. Gift 2) 1706-07-07 i Stockholm med friherrinnan Christina. Gustaviana Horn af Marienborg, född 1681-09-22 i Stockholm, död 1744-03-15 på Reipoltzkirchen och där begraven, dotter av amirallöjtnanten och amiralitetsrådet, friherre Gustaf Horn af Marienborg, och friherrinnan Jakobina Catharina Lilliehöök.
Barn i första giftet:
1. Ludvig Wierich. Greve till Falkenstein, friherre till Reipoltzkirchen, herre till Bretzenheim, Bleckhem och Vicksjö. Född 1695-09-05. Korpral vid svenska livregementet till fot 1709. Fänrik vid svenska livregementet 1710-04-18. Löjtnant vid wismarska infanteriregementet 1711-06-11. Kaptenlöjtnant vid wismarska infanteriregementet 1712-08-00. Kapten 1713. Geheimeråd hos markgreven av Brandenburg-Ansbach. Överhovmästare hos densamme. Kammarherre hos kurfursten Carl Philip av Pfalz. Generalmajor i kurpfalzisk tjänst. Död barnlös 1735-10-28 i Breslau. Gift 1734 med Johanna Maximiliana von Widlack und Gallowitz, död 1735-12-25. På Pasterwitz, bisatt 1735 i kyrkan i Jakschenau, dotter av assessorn i lanträtten i furstendömena Oppeln och Ratibor Adam Jakob von Widlack und Gallowitz till Usicz och Wendrin och Anna Justina von Skronski.
2. Catharina Charlotta, död ogift 1710 under resa från Karlskrona till Travemünde.
3. Anna Maria, död ogift 1739 på Reipoltzkirchen.
4. Magdalena Sofia Augusta, döpt 1699-03-09 i Güstrow, död 1766-01-05 i Strassburg. Gift 1:o 1732-11-12 på Reipoltzkirchen med generallöjtnanten i fransk tjänst, kammarherren hos konung Stanislaus, friherre Ludvig Sinclair, till Ober- och Niederbronn, i hans 2:a gifte (gift 1:o med grevinnan Ester Juliana von Leiningen-Westerburg), född 1738-08-16 i Strassburg. Gift 2:o 1740-01-05 med riksgreve Fredrik Teodor Ludvig av Leiningen-Dachsburg-Güntersblum, till Dachsburg, Falkenburg, Güntersblum och Heidesheim, född 1715-09-07 död 1774-09-22.
5. Carolina, döpt 1700-07-08 i Güstrow, död på 1770-talet. Gift 1743-04-15 med sin sysslings svåger, maréchal de camp, friherre Jakob Ludvig Hamilton af Hageby, född 1698, död 1768.
6. Juliana, född 1701-10-00 i Wismar, levde ogift ännu 1767 i Strassburg.

Barn i andra giftet:
1. Nils Julius, född 1708. Överhovstallmästare. Död 1776.
2. Brita Eleonora Sofia Lovisa, född tvilling 1709-08-07, död ogift 1784-03-25 Claestorp och begraven i Stromberg-Lewenhauptska gravkoret vid Östra Vingåkers kyrka
3. Gustaf Adolf Johan, född tvilling 1709-08-07, död 1724-09-04 på Reipoltzkirchen och begraven 1724-09-05 i kyrkan på Reipoltzkirchen.
4. Ulrika Catharina, född tvilling 1710-07-12 i Stockholm. Hovfröken hos drottningen 1726-12-12. Hovmästarinna 1754-02-19. Avsked 1761. Död 1777-03-20 på Claestorp och begraven i eget gravkor vid Östra Vingåkers kyrka. Gift 1732-01-03 med riksrådet, greve Claes Stromberg, född 1699, död 1782.
5. Carl Adam, född tvilling 1710-07-12 i Stockholm. Student vid Jena universitet. Geheimeråd hos markgreven av Brandenburg-Bayreuth 1743. Brandenburgsk-bayreuthsk envoyé en mission spéciale till storbritanniska hovet 1745 och till danska hovet 1746. Död ogift 1746-12-23 i Rendsburg.
6. Mauritz Casimir, född 1711. Generallöjtnant. Död 1781.
7. Leopoldina Sidonia, född 1712-03-20 på Winnweiler, död ogift 1732-02-15 på Reipoltzkirchen och begraven 1732-02-19 i kyrkan på Reipoltzkirchen.
8. En dotter, född 1713-04-09 på Winnweiler, död späd.
9. Charlotta Christina, född 1714-03-25 på Winnweiler, död späd.
10. Catharina Maria, född 1715-03-08 på Winnweiler, död späd.
11. En dödfödd dotter 1716-02-12 på Winnweiler.
12. Sten Axel, född tvilling 1716-02-12 på Winnweiler, död på Winnweiler 1717-07-30. Och begraven 1717 i kyrkan i Reipoltzkirchen.
13. Charlotta Christina, född 1717-02-20 på Winnweiler, död på Winnweiler1719-03-20.
14. Carl Filip Erik, född 1718-02-12 på Winnweiler, död på Winnweiler  1720-06-28.